# Itä-Häme
Itä-Häme är finländsk oavhängig femdagarstidning som utkommer i Heinola.
Tidningen grundades 1927 i Lahtis och började utkomma i Heinola 1942, då den sammanslogs med en annan tidning i denna stad, Heinolainen (grundad 1922). Den har utvecklats till ett regionblad för Heinola med omgivningar. Upplagan var 2009 11 215 exemplar.